# Phyllotreta denticornis
Phyllotreta denticornis är en skalbaggsart som beskrevs av Horn 1889. Phyllotreta denticornis ingår i släktet Phyllotreta och familjen bladbaggar. Inga underarter finns listade i Catalogue of Life.